# Chrysocraspeda abhadraca
Chrysocraspeda abhadraca är en fjärilsart som beskrevs av Walker 1861. Chrysocraspeda abhadraca ingår i släktet Chrysocraspeda och familjen mätare. Inga underarter finns listade i Catalogue of Life.